# L'ombra (Rodin)
L'ombra (L'Ombre) è una scultura realizzata dall'artista francese Auguste Rodin, che la concepì all'incirca nell'anno 1880. Ne esistono varie versioni, una delle quali venne fusa in bronzo (dalla patina nera e verde) nel 1967 dalla casa Georges Rudier. Questa versione fa parte della collezione del museo Soumaya, a Città del Messico.

## Descrizione
Quest'opera ritrae un uomo nudo, la cui muscolatura risulta esagerata, dal viso abbassato e con il braccio sinistro disteso; questa posa dà all'opera una drammaticità maggiore. La scultura rappresenta uno sconfitto e l'autore la ripeté per tre volte per un gruppo noto come Le tre ombre, che si trova sulla sommità della Porta dell'inferno. Le tre ombre di questo gruppo formano un asse centrale con l'incontro delle loro braccia al centro.
Judith Cladel sostiene che L'ombra deriva dal primo studio che Rodin realizzò per l'Adamo. Tra le differenze tra le due sculture c'è il fatto che alla prima manca la mano destra, che venne aggiunta in seguito, come nel gruppo de Le tre ombre e su richiesta dello stesso Rodin, dallo scultore Josef Mařatka, nel 1904.
Questa scultura fu anche nota come Lo schiavo (L'Esclave) e in un'occasione venne citata come Il titano (Le Titan).

## Galleria d'immagini

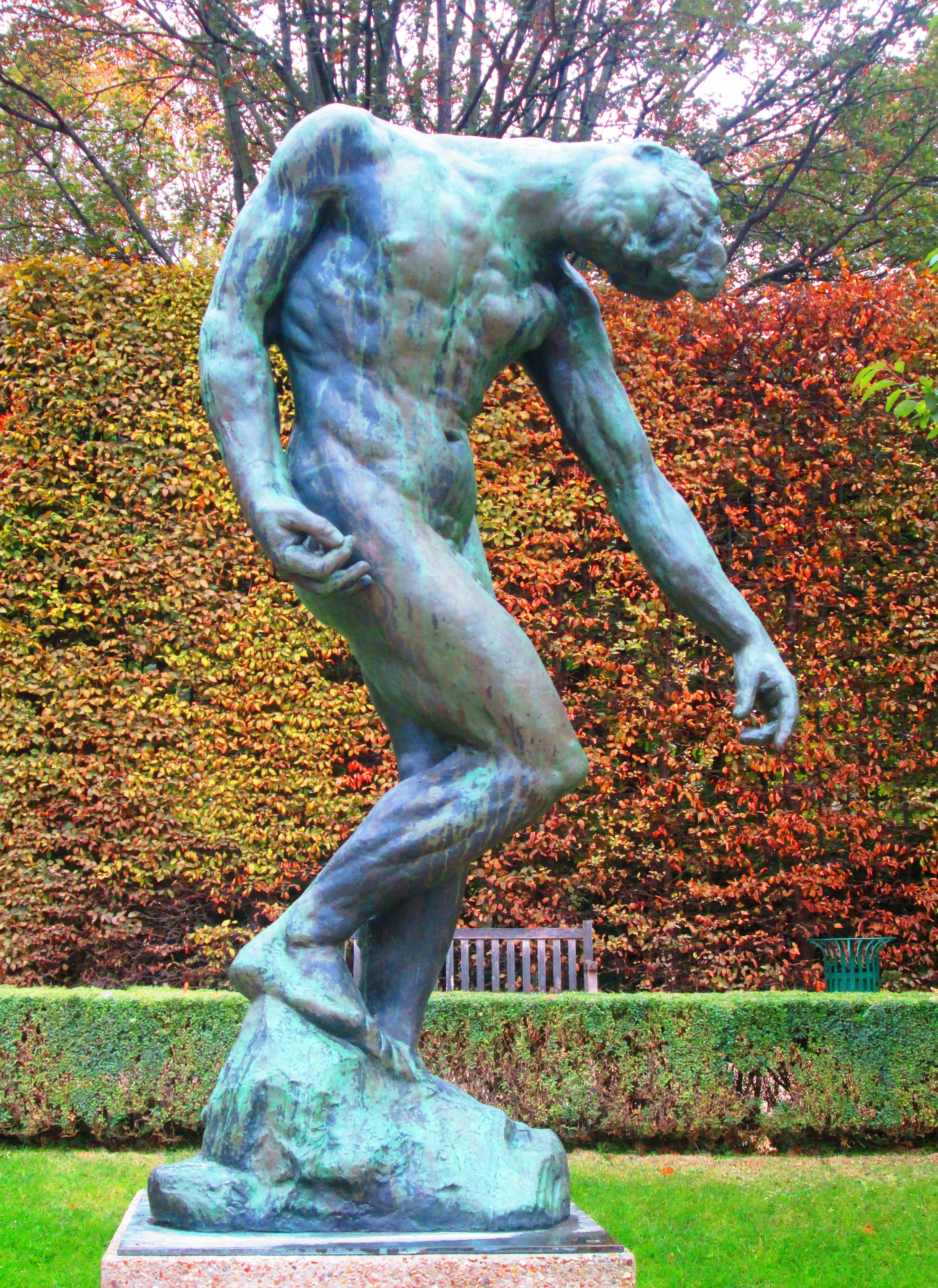
La versione del museo Rodin di Parigi.
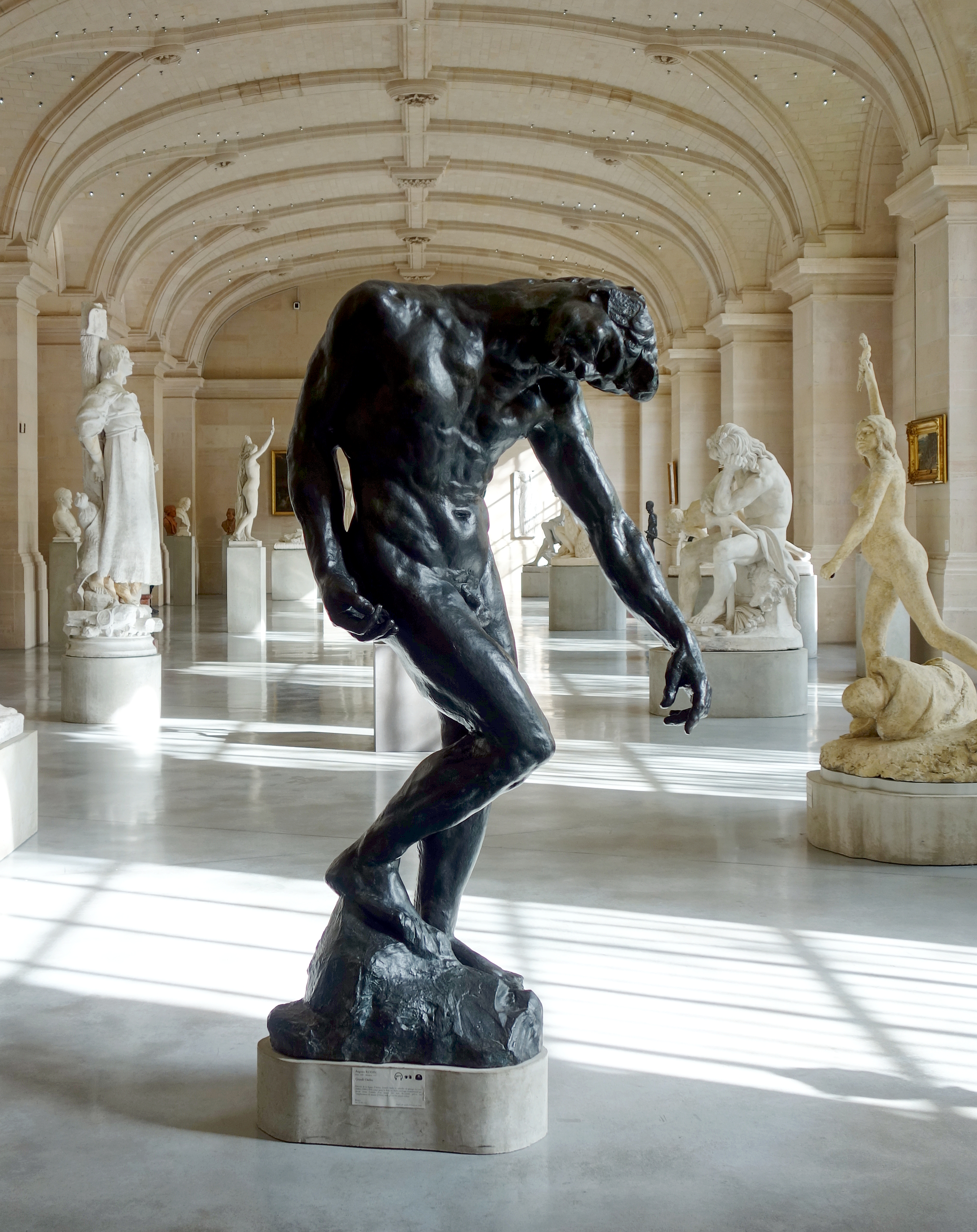
La versione del museo di belle arti di Lilla.
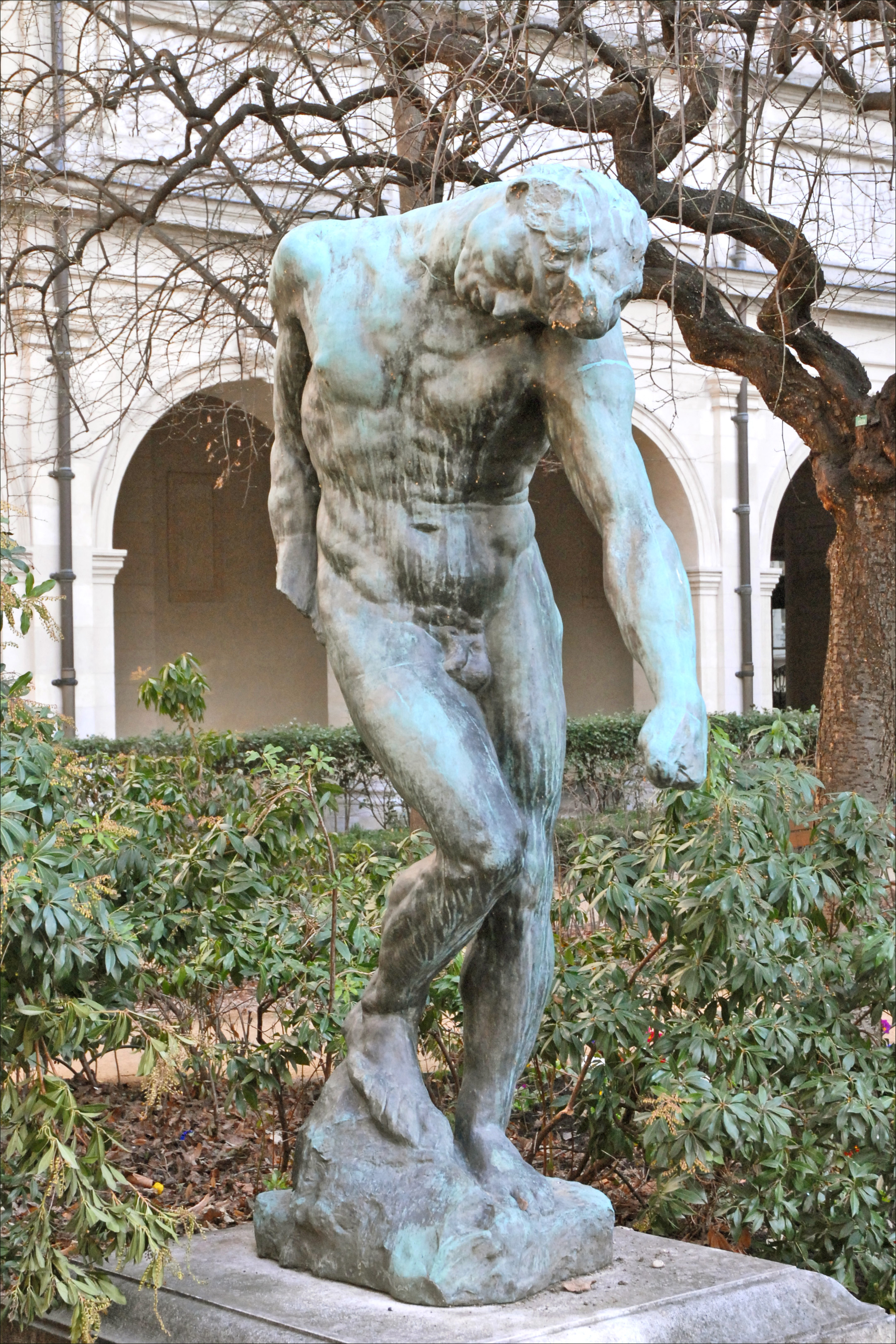
La versione del museo di belle arti di Lione.